# Antepipona rufescens
Antepipona rufescens (лат.) — вид одиночных ос рода Antepipona из семейства Vespidae (Eumeninae).

## Распространение
Юго-Восточная Азия: Индия, Индонезия, Китай, Лаос, Мьянма, Таиланд.

## Описание
Чёрные осы с яркими желтоватыми отметинами (первый тергит и первый стернит красновато-коричневые, по заднему краю первого тергита жёлтая перевязь), длина около 1 см. Брюшко с коротким широким стебельком T1 (петиоль), который лишь немного уже второго тергита. Задняя часть метанотума (заднещитинка) килевидная, обрывистая, с двумя возвышающимися бугорками или зубцами. Средние голени с одной вершинной шпорой. Вид был впервые описан в 1857 году под названием Odynerus rufescens Smith, 1857, а его видовой статус подтверждён в ходе ревизии, проведённой в 2019 году группой энтомологов из Китая (Ting-Jing Li; Chongqing Normal University, Чунцин), Гонконга (Christophe Barthélémy) и США (Джеймс Карпентер; American Museum of Natural History, Нью-Йорк).